# Hans Hermann Hammersen
Hans Hermann Hammersen (* 29. Januar 1945 in Jena; † 19. Januar 2021 in Osnabrück) war ein lutherischer Pfarrer und Superintendent von Osnabrück.

## Leben
Hammersen, der aus einer Osnabrücker Familie stammte, wuchs in Osnabrück auf. Er studierte evangelische Theologie an den Hochschulen in Bethel, Heidelberg, Göttingen und Uppsala in Schweden. Nach dem Vikariat in Hameln war seine erste Pastorenstelle in Sehnde bei Hannover. Danach betreute er als Studieninspektor am Predigerseminar im Kloster Loccum junge Theologen, ehe er Gemeindepastor an St. Michaelis in Lüneburg wurde. 1993 wurde Hammersen zum Pastor an St. Marien und zum Superintendenten in Osnabrück gewählt. Dieses Amt hatte er 15 Jahre inne, bis er am 6. Juli 2008 in Ruhestand ging.
Seine Amtszeit als Superintendent war geprägt durch eine anhaltende Austrittswelle, eine Folge der schwindenden gesellschaftlichen Akzeptanz der Kirche. Das führte zu erheblichen finanziellen Einbußen für die Ausstattung der Gemeinden mit Personal- und Sachkosten. Es galt, altvertraute Arbeitsfelder und Strukturen sowie den Personal- und Baubestand der Gemeinden zu prüfen und Prioritäten und Zielvorstellungen zu hinterfragen. Immer wieder wurde auch die Zusammenlegung von Kirchenkreisen diskutiert, was dann später auch geschah.